# Distrito de Ambilobe
Ambilobe es un distrito de la región de Diana, en la isla de Madagascar, con una población estimada en julio de 2014 de 222 005 habitantes.
Se encuentra situado al norte de la isla, cerca del parque nacional de la Montaña de Ámbar y de los ríos Mahavavy, Sambirano y Ramena.